# Мариола Сиракова
Мариола Милкова Сиракова (14 август 1904 – 28 май 1925) е българска анархистка.
Мариола Сиракова е родена на 14 август 1904 г. в с. Килифарево в семейство на чиновник. Баща и е запасен капитан и околийски началник във Велико Търново. След преврата на 9 юни е председател на военната тричленната комисия в с. Килифарево.
Началното си образование Мариола завършва в родното си село. През 1919 г. записва ІV гимназиален клас в Търновската девическа гимназия. По убеждения е анархо-комунистка. Редовно участва в тайни анархистически събрания. Поддържа връзки с известни анархисти като Георги Шейтанов и Петър Мазнев с псевдоним Даскала, Георги С. Попов и др. В свободното си време участва в театралната трупа „Орфей“ в с. Килифарево. Включва се активно и в работата на Русенската комуна.
През 1922 – 1923 г. учи в Плевен. В квартирата и често се укриват издирваните и обявени от плевенската полиция за врагове номер едно на държавата и правителството анархисти Васил Попов – Героя и Вълко Шанков.
След преврата на 9 юни 1923 г. Сиракова е арестувана, изнасилена и жестоко малтретирана от полицията. През юни 1924 г. се завръща в Килифарево. Арестувана е отново, но скоро освободена.
Започва активно да подпомага участниците в Килифаревската чета, като им носи храна, лекарства и дрехи. Укрива и лекува ранени четници.
След априлските събития 1925 г. минава в нелегалност и участва в последното сражение в местността „Урвата“ на Килифаревската чета.
След разделянето на четата тя заедно с Георги Шейтанов и Желю Грозев правят опит да емигрират в Турция. Отиват нелегално в Нова Загора при ятаци, които ги снабдяват с храна и фалшиви документи. На 26 май тя и Шейтанов са арестувани, край селата Коньово и Младово. Откарани са обратно в Нова Загора, откъдето е заедно с други задържани са качени на влак за София.
На 28 май заедно с още 12 арестувани Мариола Сиракова е убита в местността „Гайтановец“, край гара Белово.